# 9.º Corpo do Império Otomano
O 9.º Corpo do Império Otomano (em turco: 9 ncu Kolordu or Dokuzuncu Kolordu) foi um dos corpos do exército otomano. Foi formado no início do século XX durante as reformas militares otomanas.

## Formação
Com novas reorganizações do exército otomano, para incluir a criação de quartéis-generais de nível de corpo, em 1911 o 11.º Corpo foi sediado em Vã. O corpo antes da Primeira Guerra dos Balcãs em 1911 foi estruturado como tal:
- 9.º Corpo de exército, Erzurum
  - 28.ª Divisão de Infantaria, Erzurum
    - 82.º Regimento de Infantaria, Erzurum
    - 83.º Regimento de Infantaria, Erzurum
    - 84.º Regimento de Infantaria, Hassancale
    - 28.º Batalhão de Rifles, Iêmen
    - 28.º Regimento de Artilharia de Campanha, Erzurum
    - Bando da 28.ª Divisão, Erzurum

  - 29.ª Divisão de Infantaria, Baiburte
    - 85.º Regimento de Infantaria, Baiburte
    - 86.º Regimento de Infantaria, Iscane
    - 87.º Regimento de Infantaria, Trebizonda
    - 29.º Batalhão de Rifles, Erzurum
    - 29.º Regimento de Artilharia de Campanha, Baiburte
    - Bando da 29.ª Divisão, Trebizonda
- Unidades do 9.º Corpo
- 9.º Regimento de Rifles, Erzurum
- 21.º Regimento de Cavalaria, Erzurum
- 2º Batalhão de Artilharia Montada, Erzurum
- 9.º Batalhão de Engenheiros, Erzurum
- 9.º Batalhão de Transporte, Erzurum
- Comando da Área Fortificada de Erzurum, Erzurum
  - 12.º Regimento de Artilharia Pesada, Erzurum
  - Pelotão de Engenheiros, Erzurum
- Empresas fronteiriças x 12